# 2NE1 (EP năm 2011)
2NE1, hay còn được gọi là 2NE1 2nd Mini Album, là mini album thứ hai và cuối cùng của nhóm nhạc nữ Hàn Quốc 2NE1. Nó được phát hành vào ngày 28 tháng 7 năm 2011, bởi YG Entertainment và được phân phối bởi KMP Holdings. Nó bao gồm 6 bài hát được sáng tác và sản xuất bởi các nhà sản xuất Hàn Quốc như Teddy Park và Kush, và 5 bài trong số đó đã được phát hành dưới dạng đĩa đơn kỹ thuật số chính thức từ tháng 4 đến tháng 7. "Don't Stop the Music" ban đầu được phát hành dưới dạng bài hát quảng cáo cho "Don't Stop the Music (Yamaha "Fiore" CF Theme Song)" vào tháng 12 năm 2010. Về mặt âm nhạc, mini album chủ yếu bao gồm electropop và hip hop, cùng với EDM và acoustic.

## Lịch sử phát hành
Ngày 18 tháng 4 năm 2011, 2NE1 thông báo rằng họ sẽ hoãn việc ra mắt của họ tại Nhật Bản do trận Động đất và sóng thần Tohoku năm 2011 và sẽ tiếp tục kế hoạch trở lại Hàn Quốc, với một mini-album mới.
Kế hoạch cho chương trình quảng bá của album này sau đó đã được phát hành trên trang blog của YG Life vào ngày 27 tháng 4 năm 2011, nhóm tuyên bố rằng: Chúng tôi sẽ phát hành một single mới mỗi ba tuần một lần, trước khi cho ra mắt mini-album mới". Nhóm tuyên bố rằng, lý do đằng sau kế hoạch này là bởi vì họ hài lòng với mức độ chất lượng của các bài hát trong album và dự định sử dụng chúng tất cả là ca khúc chủ đề cho chương trình quảng bá này.

## Danh sách ca khúc
| STT              | Nhan đề                                                     | Thời lượng |
| ---------------- | ----------------------------------------------------------- | ---------- |
| 1.               | "I Am the Best"                                             | 3:30       |
| 2.               | "Ugly"                                                      | 4:08       |
| 3.               | "Lonely"                                                    | 3:29       |
| 4.               | "Hate You"                                                  | 3:33       |
| 5.               | "Don't Cry" (Park Bom solo)                                 | 3:12       |
| 6.               | "Don't Stop the Music" (Bài hát quảng cáo cho Yamaha Fiore) | 3:49       |
| Tổng thời lượng: | Tổng thời lượng:                                            | 20:61      |